# Barikád (hetilap)
A Barikád (a címlapon bar!kád formában) egy Magyarországon 2009-től 2017-ig megjelent hetilap volt.
36 színes oldalon, 10 000 példányban jelent meg. Első próbaszáma 2009. májusban, az első hivatalos szám júniusban került forgalomba. Kezdetben havilapként, majd 2010 januárjától hetilapként jelent meg. Az átalakulással egyidőben lett a lap főszerkesztője Pörzse Sándor, a Jobbik országgyűlési képviselője.
A lap kiadója a Magyar Hírek Kft., melynek egyik tulajdonosa Vona Gábor, a Jobbik egykori elnöke volt. A lap és a párt székhelye kezdetben ugyanabban az épületben volt, 2011. szeptember 20-án a lap székhelyéül az 1162 Budapest, Irha utca 39. címet jegyezték be.
Jogilag nem volt kapcsolat a barikád.hu (azóta alfahir.hu-ra átnevezett) hírportál és a hetilap között, azonban azt honlapjuknak tekintették, és a névazonosság mellett emblémájuk is gyakorlatilag megegyezett, valamint a szerkesztőgárdában is voltak átfedések. A domainnév birtokosa Farkas Gergely, a Jobbik országgyűlési képviselője.
Digitális formában a 2012/21-es számtól (2012. május 24.) kezdve volt vásárolható.
2017. február 9-én bejelentették, hogy a hetilap megszűnik.